# Minoru Kobayashi
Minoru Kobayashi (japanisch 小林 稔 Kobayashi Minoru; * 14. Mai 1976 in der Präfektur Kanagawa) ist ein ehemaliger japanischer Fußballspieler.

## Karriere
Kobayashi erlernte das Fußballspielen in der Schulmannschaft der Toko Gakuen High School und der Universitätsmannschaft der Kokushikan-Universität. Seinen ersten Vertrag unterschrieb er 1999 bei den FC Tokyo. Der Verein spielte in der zweithöchsten Liga des Landes, der J2 League. 1999 wurde er mit dem Verein Vizemeister der J2 League und stieg in die J1 League auf. Für den Verein absolvierte er 11 Erstligaspiele. Ende 2002 beendete er seine Karriere als Fußballspieler.